# 六角慎司
六角 慎司（ろっかく しんじ、1972年6月27日 - ）は、日本の俳優。東京都品川区出身。キューブ所属。東京都立日比谷高等学校、明治大学文学部卒業。既婚。

## 来歴・人物
国語の成績が優秀で、学生時代は国語教師を目指していたが、教育実習で挫折する。その後ジョビジョバのメンバーとなる。
1993年に演劇集団ジョビジョバのメンバーとしてデビューし、2002年に活動休止後は俳優としてソロ活動を開始する。
甲高い声と尖った顎が特徴（ジョビジョバ時代はアントニオ猪木のものまねが持ちネタだった）。酒に弱く気も弱い、いわゆるいじられキャラ。絵がうまく、ジョビジョバ時代の初期には公演ポスターのイラストを手がける。大食漢で、演劇の構成会議が進まず飯が胃に通らない状況でも、用意されたロケ弁当を2つ軽く平らげられる。
クイズが得意。『オールスター感謝祭』（TBSテレビ）で第3位の賞金50万円を獲得したことがある。歴史好き。
同じく俳優である六角精児とは名前が似ているが、血縁関係はない（「六角慎司」は本名。一方の「六角精児」は、姓・名ともに芸名である）。

## 出演

### 映画
- アドレナリンドライブ（1999年） - 組員・上野 役
- スペーストラベラーズ（2000年）
- 紀雄の部屋（2004年）
- オトシモノ（2006年）
- 遠くの空に消えた（2007年）
- 仮面ライダー THE NEXT（2007年）
- はやぶさ/HAYABUSA（2011年） - 高岡宗太郎 役
- 約束の時間（2019年） - 佐藤健吾 役
- 天外者（2020年） - 徳山 役

### テレビドラマ
- 日立爆裂アワー・棒つき人形劇・冒険＠アナログ島（1996年、フジテレビ系）
- 友達の恋人（1997年、TBS系）
- ナオミ（1999年、フジテレビ系）
- 救急ハート治療室（1999年、フジテレビ系）
- 世にも奇妙な物語 秋の特別編「マニュアル警察」（1999年、フジテレビ系） - バーガーショップマネージャー 役
- ラブ・レボリューション（2001年、フジテレビ系）
- 金曜エンタテイメント 芸能リポーター服部ヨネ子の突撃取材（2001年、フジテレビ系）
- ハンドク!!! 第3話（2001年、TBS系） - 野立欣嗣 役[1]
- 私立探偵 濱マイク（2002年、日本テレビ系）
- 怪談百物語（2002年、フジテレビ系）
- 相棒 season2・第9話「少年と金貨」（2003年12月10日、テレビ朝日） - 警視庁捜査2課・西肇 役
- 霊感バスガイド事件簿（2004年、テレビ東京系）
- ああ探偵事務所（2004年、テレビ朝日系）
- 逃亡者 RUNAWAY（2004年、TBS系）
- ガチャガチャポン!（2005年、フジテレビ系）
- ブラザー☆ビート（2005年、TBS系）
- TRICK 新作スペシャル1（2005年11月13日、テレビ朝日） - 大沢 役
- 喰いタン（2006年、日本テレビ系）
- Happy!（2006年、TBS系）
- 名奉行! 大岡越前（2006年、テレビ朝日系）
- メッセージ〜伝説のCMディレクター・杉山登志〜（2006年、TBS系）
- 火曜ドラマゴールド バカラ（2006年、日本テレビ系）
- きらきら研修医（2007年、TBS系）
- 陽炎の辻〜居眠り磐音 江戸双紙〜（2007年、NHK） - 宍戸秀晃 役
- 検事霞夕子スペシャル「豪華客船殺人クルージング」（2007年、日本テレビ系）
- モップガール（2007年、テレビ朝日系）
- 24時間あたためますか?〜疾風怒涛コンビニ伝〜「店長会議」（2008年、日本テレビ系）
- 科捜研の女（テレビ朝日）
  - 新・科捜研の女4（Season 8） 第8話（2008年6月12日） - 戸松伸彦 役
  - Season 14 第3話（2014年10月30日） - 岸本伸司 役
  - Season 19 最終話（2020年3月19日） - 矢部晋平 役
- パズル（2008年5月、テレビ朝日系）
- Tomorrow〜陽はまたのぼる〜（2008年7 - 9月、TBS系） - 薮内二郎 役
- イケ麺そば屋探偵〜いいんだぜ!〜（2009年5月、日本テレビ系） - 横山 役
- メイド刑事（2009年8月、テレビ朝日系） - 加賀見幸広 役
- 怨み屋本舗 REBOOT 第5話・第6話（2009年8月7、14日、テレビ東京系） - 木経薫 役
- 土曜プレミアム 新春スペシャルドラマ「最後の約束」（2010年1月9日、フジテレビ系）
- 松本清張ドラマスペシャル・霧の旗（2010年3月16日、日本テレビ系） - 刑事 役
- 新・警視庁捜査一課9係 season2 第6話（2010年8月4日、テレビ朝日系） - 木戸 役
- 仮面ライダーオーズ/OOO 第19、20話（2011年1月23、30日、テレビ朝日系） - 奥村安二 役
- マルモのおきて （2011年5月8日、フジテレビ系） - 杉下秀夫 役
- 土曜ワイド劇場「炎の警備隊長・五十嵐杜夫9」（2011年7月9日、テレビ朝日系） - 小松仁 役
- リーガル・ハイ 第1話（2012年4月17日、フジテレビ系） - 斎藤博也 役
- TAKE FIVE〜俺たちは愛を盗めるか〜 第7話（2013年5月31日、TBS系） - 浮田プロデューサー 役
- 白衣のなみだ（2013年） - 河原崎公平 役
- 月曜ゴールデン「信濃のコロンボ〜死者の木霊〜」（2013年10月7日、TBS系） - 工藤典夫 役
- ドクターX〜外科医・大門未知子〜 第2シリーズ（2013年10 - 12月、テレビ朝日系） - 鵜沢信 役
- 極悪がんぼ 第9話（2014年6月9日、フジテレビ系） - 天枝太郎 役
- ホテルコンシェルジュ 第2話（2014年7月14日、TBS系） - 鈴木亮治 役
- 水曜ミステリー9 監察医・篠宮葉月 死体は語る15（2014年8月27日、テレビ東京系） - 浅野慎治 役
- 美しき罠〜残花繚乱〜（2015年1月 - 3月、TBS） - 滝本孝史 役
- 探偵の探偵（2015年7月 - 9月、フジテレビ） - 佐伯祐司 役
- テディ・ゴー!（2015年10月10日 - 10月31日、フジテレビ） - 古谷政則 役[2]
- 下町ロケット 第4話（2015年11月8日、TBS系） - 溝口 役
- 警視庁ゼロ係〜生活安全課なんでも相談室〜（2016年1月 - 2月、テレビ東京） - 青山進 役
  - 警視庁ゼロ係〜スカイフライヤーズ〜（2024年7月22日、テレビ東京）[3]
- 月曜名作劇場 あんみつ検事の捜査ファイル1（2016年6月13日、TBS） - 栗山昌雄 役
- 伝七捕物帳 第2話（2016年7月22日、NHK BSプレミアム） - 武士 役
- 逃げるは恥だが役に立つ（2016年12月13日 - 12月20日、TBS） - 酒屋の店主 役
- 水曜ミステリー9 警視庁強行犯係・樋口顕3（2016年、テレビ東京系） - 福田潔 役
- 嫌われる勇気（2017年、フジテレビ系） - 山岸直也 役
- 炎の経営者（2017年、フジテレビ系） - 佐久間滋 役
- この世にたやすい仕事はない（2017年、NHK BSプレミアム）
- リバース（2017年、TBS系）  - 下村 役
- 母になる（2017年、日本テレビ）
- マッサージ探偵ジョー 第2話（2017年4月16日、テレビ東京） - 斎藤智治 役
- 男の操（2017年、NHK） - 谷口先生 役
- 重要参考人探偵（2017年、テレビ朝日） - 浜有起哉 役
- アカギ「竜崎・矢木編 / 市川編」（2017年10月13日 - 11月10日、BSスカパー!） - 竜崎 役
- 日曜ワイド 電卓刑事 （2017年12月17日、テレビ朝日） - 野口雅伸 役
- 正義のセ（2018年、日本テレビ） - 田中啓介 役
- 遺留捜査 第1話（2018年7月12日、テレビ朝日） - 霧島征一 役
- リーガルV〜元弁護士・小鳥遊翔子〜　第2話（2018年10月18日、テレビ朝日） - 松尾潔 役
- 忘却のサチコ（2018年、テレビ東京） - 時田カノン 役
- 家康、江戸を建てる（2019年、NHK総合） - 勘吉 役
- 警視庁・捜査一課長（2019年1月6日、テレビ朝日） - 小磯善信 役
- イノセンス 冤罪弁護士 第7話（2019年3月2日、日本テレビ） - 乗鞍肇 役
- あなたの番です 第1話（2019年4月14日、日本テレビ） - 上司 役
- マンゴーの樹の下で〜ルソン島、戦火の約束〜（2019年8月8日、NHK総合） - 梶山 役
- やすらぎの刻〜道（2019年、テレビ朝日） - 田中公介 役
- 歪んだ波紋 第7話（2019年12月15日、NHK BSプレミアム） - 川口昌也 役
- 悪魔の手毬唄〜金田一耕助、ふたたび〜（2019年） - 玉田鑑識官 役
- 土曜ドラマ9 神酒クリニックで乾杯を 第1話・第2話 （2019年1月12日、BSテレ東） - 中川誠一 役
- プレミアムドラマ 盤上のアルファ〜約束の将棋〜（2019年2月、NHK BSプレミアム） - 記者A 役
- 小さな神たちの祭り（2019年11月20日、東北放送） - 川瀬和之 役
- 全身刑事（2020年2月2日、テレビ朝日） - 長間鷲男 役
- 仮面ライダーゼロワン 第25話・第36話（2020年3月1日・6月28日、テレビ朝日） - 博士ボット 役
- トップナイフ-天才脳外科医の条件- 第9話（2020年3月7日、日本テレビ） - 探偵 役
- 行列の女神～らーめん才遊記〜 第7話・第8話（2020年6月1日・8日、テレビ東京）
- アンサング・シンデレラ 病院薬剤師の処方箋（2020年7月16日[4] - 9月24日、フジテレビ） - 久保山竜也 役
- 刑事7人 Season6 第7話（2020年9月16日、テレビ朝日） - 田中実 役
- 月曜プレミア8 警視庁遺失物捜査ファイル（2020年8月24日、テレビ東京） - 藤浪茂雄 役
- 七人の秘書 第3話（2020年11月5日、テレビ朝日） - 富士セントラル商事の社員 役
- あのときキスしておけば（2021年、テレビ朝日） - 反町真二 役
- 日本沈没-希望のひと-（2021年10月10日 - 12月12日、TBS） - 財津文明 役
- らせんの迷宮〜DNA科学捜査〜 第2話（2021年10月22日、テレビ東京） - 西原敏弘 役
- まったり!赤胴鈴之助（2022年1月8日 - 3月27日、テレビ大阪） - 鬼塚 役[5]
- 受付のジョー（2022年4月26日 - 6月28日、日本テレビ） - 高木義彦 役[6]
- 正直不動産 第4話（2022年4月26日、NHK） - 佐々木 役
- 金田一少年の事件簿 第9話・第10話（2022年6月26日・7月3日、日本テレビ） - 三鬼谷巧 役
- 競争の番人 第5話（2022年8月8日、フジテレビ） - 仁科卓也 役
- アトムの童（2022年10月16日 - 12月11日、TBS） - 吉崎誠 役[7][8]
- ワタシってサバサバしてるから（2023年1月9日 - 2月9日、NHK総合） - 橋本 役
- 灰色の乙女（2023年9月6日 - 10月18日、MBS・TBS） - 維井柊一 役[9]
- ゼイチョー〜『払えない』にはワケがある〜 第2話（2023年10月21日、日本テレビ） - 北沢敬之 役
- 特捜9 season7 第6話（2024年5月8日、テレビ朝日） - 船岡達郎 役[10]
- ビリオン×スクール 第5話（2024年8月2日、フジテレビ） - 海堂 役
- おいち不思議がたり第1話・2話（2024年9月1日・8日、NHK BS・NHK BSプレミアム4K） - 佐助 役
- 無能の鷹 第1話（2024年10月11日、テレビ朝日） - 大崎徹平 役[11]
- 放課後カルテ（2024年10月12日 - 12月21日、日本テレビ） - 蓬田雄介 役[12]
- まどか26歳、研修医やってます! 第4話（2025年2月4日、TBS） - 青木和彦 役[13]

### 配信ドラマ
- 宇宙の仕事（2016年、Amazon Prime Video） - 内閣府の人々 役
- Jimmy〜アホみたいなホンマの話〜（2018年、Netflix） - Mr.オクレ 役[14]
- 宇宙を駆けるよだか（2018年8月1日、Netflix）
- SICK'S 覇乃抄 〜内閣情報調査室特務事項専従係事件簿〜 7話・8話（2019年4月6日・20日、Paravi） - 皐月翔 役
- 君と世界が終わる日に Season5（2024年2月9日 - 3月8日、Hulu）[15]

### CM
- 参天製薬
- AEON
- ディップ ジョブ猿人（2008年）
- 明治製菓 果汁グミ（2008年）※井上真央と共演
- toto（2013年）

### 舞台
- 走れメルス（2004年、NODA・MAP）
- 34丁目の奇跡〜Here's Love〜（2005年） - マービン・シェルハマー 役
- 白夜の女騎士（2006年） - レフ小僧 役
- シャープさんフラットさん（2008年、ナイロン100℃公演）
- ライトフライト 〜帰りたい奴ら〜（2009年）
- U-1グランプリ case03『職員室』（2010年）
- 有毒少年（2011年） - 幽霊 役

### バラエティ
- クイズプレゼンバラエティー Qさま!!（2013年）
- AKB48 SHOW!（2013年 - ）